# Tratado de Nankín
El Tratado de Nankín fue un tratado de paz firmado el 29 de agosto de 1842 entre el Imperio británico y la Dinastía Qing que marcó el final de la primera guerra del Opio.
Tras la derrota de China en la guerra, los representantes del Imperio británico y de la China de Qing negociaron los términos del tratado a bordo del navío de guerra británico HMS Cornwallis, en aguas de Nankín. El 29 de agosto de 1842, el representante británico sir Henry Pottinger y los representantes de Qing, el príncipe Yijing, Keying, Ilibu y Niujian, firmaron el tratado que consistía en trece artículos que fueron ratificados tanto por la Reina Victoria como por el emperador Daoguang diez meses después.

## Términos del tratado

### Comercio
El interés principal del tratado era cambiar la forma de comercio exterior que perduraba desde 1760. El tratado abolía el monopolio de las trece fábricas en el comercio extranjero en Cantón (Artículo V) y a cambio se abrieran cinco puertos: los de Cantón, Amoy, Foochow, Ningbo y Shanghái, donde los británicos pudieran comerciar libremente. El Imperio británico adquiriría también el derecho a enviar cónsules a estos puertos abiertos (Treaty Ports), lo que les daba derecho a comunicarse directamente con las autoridades chinas locales (Artículo II). También quedaba estipulado que el comercio en estos puertos estaría sujeto a unas tarifas fijas que serían acordadas entre los británicos y el Gobierno Qing (Artículo X). El Tratado de Nankín fue el último de una serie de tratados durante el siglo XIX entre China y las naciones europeas a los que se conoce como «Tratados Desiguales».

### Reparaciones y Desmovilización
El gobierno Qing quedó obligado a pagar a los británicos 6 millones de dólares de plata por el opio que había sido confiscado por Lin Zexu en 1839 (Artículo IV) más 3 millones de dólares en compensación de las deudas que los comerciantes de Hong en Cantón debían a los británicos (Artículo V) y otros 12 millones como compensación por los costes de la guerra (VI). En total, 21 millones de dólares debían ser pagados en un plazo de tres años con un interés anual del cinco por ciento en las cuotas que no fueran entregadas a su debido tiempo (Artículo VII).
El gobierno de Qing debía, asimismo, liberar a todos los prisioneros de guerra británicos (artículo VIII) y conceder la amnistía a todos los súbditos chinos que hubieran colaborado con los británicos durante la guerra (Artículo IX).
Los británicos, por su parte, hicieron retroceder a sus tropas de Nankín y el Gran canal después de que el emperador diera su consentimiento al tratado y los primeros plazos de las compensaciones fueran pagados (Artículo XII). Las tropas británicas permanecieron en Gulangyu y en Zhoushan hasta que el gobierno de Qing pagó en su totalidad el precio acordado (Artículo XII).

### Cesión de Hong Kong
El gobierno Qing accedió a ceder la isla de Hong Kong a perpetuidad para proveer de un puerto próximo al comercio marítimo británico (Artículo III). Henry Pottinger sería el primer gobernador de Hong Kong.

## Repercusiones del tratado
Dado que el tratado de Nankín fue un breve acuerdo de paz y sus estipulaciones eran muy generales, los representantes de ambas partes decidieron que un segundo tratado suplementario era necesario para regular de forma más detallada las relaciones entre ambos países. El 3 de octubre de 1843, consecuentemente, se acordó el Tratado de Bogue, suscrito en Bocca Tigris, a las afueras de Cantón.
A pesar de todo, estos tratados aún dejaban algunas cuestiones sin resolver, particularmente acerca del comercio del opio con China, que era muy beneficioso para los británicos pero devastador para China. Aunque el Tratado de Wanghia de 1844, con los americanos, prohibía explícitamente la venta de opio por parte de los americanos, las transacciones británicas y americanas estaban sujetas legalmente sólo a sus respectivos consulados. El comercio del opio fue más tarde legalizado en el Tratado de Tianjin, firmado tras la segunda guerra del Opio.
Aunque el tratado de Nankín no se alejaba mucho de otros tratados de paz contemporáneos en Europa, probó ser el primero de una serie de tratados entre China y varias naciones europeas y Japón a los que conocemos como «Tratados Desiguales». Estos tratados dieron lugar a una situación comercial para China que duraría casi cien años. A pesar de que China recuperaría sus tarifas aduaneras en los años 20, la extraterritorialidad no sería abolida hasta 1943.
Uno de los aspectos más perdurables del tratado fue la cesión colonial de Hong Kong. En 1860, la colonia se amplió con la anexión de la península de Kowloon y en 1898, la Convención de Pekín arrendó durante 99 años los Nuevos Territorios. En 1984, los gobiernos del Reino Unido y de la República Popular China firmaron la Declaración Conjunta Chino-Británica sobre la cuestión de Hong Kong, por la cual todos los territorios cedidos serían devueltos a la República Popular China el 1 de julio de 1997, como en efecto sucedió.